# アルハンブラ宮殿の思い出 (テレビドラマ)
『アルハンブラ宮殿の思い出』（アルハンブラきゅうでんのおもいで、朝鮮語: 알함브라 궁전의 추억）は、韓国tvNにて2018年12月1日 - 2019年1月20日まで放送されたテレビドラマ。全16話。
主演はヒョンビン（현빈）、パク・シネ（박신혜）。舞台はスペイン、後に韓国。ドラマのタイトルはスペインの作曲家・ギター奏者であるフランシスコ・タレガ（1852-1909）作の名曲、《アルハンブラの思い出 Recuerdos de la Alhambra》に由来する。
Netflixでもオンライン配信された。日本以外のアジアと英語圏各国においては韓国での放送後1時間後、日本は12月2日から毎週日曜日と月曜日、ヨーロッパおよび南米など全世界の他の国々は12月11日から毎週火曜日に2話ずつ、の配信であった。本作品は韓国初のAR（Augmented Reality、拡張現実）ドラマで、脚本家ソン・ジェジョン（송재정）はゲーム『ポケモンGO』や米国の実業家・エンジニアであるイーロン・マスクの自伝に影響を受けたと明かした。

## あらすじ
ビジネスで韓国からスペインを訪れた投資会社代表（ユ・ジヌ）。革新的なAR（Augmented Reality、拡張現実）ゲームの暗号開発者を探す中、スペインのグラナダで、古びたホステルを運営する韓国人女性（チョン・ヒジュ）と出会う。

## 登場人物

### 主要人物
| 役名             | 役名（韓） | 俳優       | 年齢 | 設定                                                                             |
| ---------------- | ---------- | ---------- | ---- | -------------------------------------------------------------------------------- |
| ユ・ジヌ         | 유진우     | ヒョンビン | 39   | 韓国投資会社（J One Holdings）のCEO、 電子工学専攻博士課程在籍中にベンチャー創業 |
| チョン・ヒジュ   | 정희주     | パク・シネ | 27   | グラナダの「ボニータ・ホステル」の経営者 元クラシックギター奏者                  |
| チャ・ヒョンソク | 차형석     | パク・フン | 39   | J One Holdingsの元共同創業者、韓国IT企業（NEWORD）の代表                         |

### J One Holdings
| 役名           | 役名（韓） | 俳優               | 年齢 | 設定           |
| -------------- | ---------- | ------------------ | ---- | -------------- |
| パク・ソンホ   | 박선호     | イ・スンジュン     | 43   | 経営戦略取締役 |
| ソ・ジョンフン | 서정훈     | ミン・ジヌン       | 33   | ジヌの秘書     |
| チェ・ヤンジュ | 최양주     | チョ・ヒョンチョル | 29   | R&D担当        |

### チョン・ヒジュの周辺の人々
| 役名             | 役名（韓） | 俳優              | 年齢 | 設定                     |
| ---------------- | ---------- | ----------------- | ---- | ------------------------ |
| オ・ヨンシム     | 오영심     | キム・ヨンニム    | 75   | ヒジュの祖母             |
| チョン・セジュ   | 정세주     | チャンヨル（EXO） | 18   | ヒジュの弟、プログラマー |
| チョン・ミンジュ | 정민주     | イ・レ            | 14   | ヒジュの妹               |
| キム・サンボム   | 김상범     | イ・ハクジュ      | 30   | ヒジュの友人             |

### チャ・ヒョンソクの周辺の人々
| 役名               | 役名（韓） | 俳優           | 年齢 | 設定                                       |
| ------------------ | ---------- | -------------- | ---- | ------------------------------------------ |
| イ・スジン         | 이시원     | イ・シウォン   | 36   | チャ・ヒョンソクの妻、ジヌの前妻           |
| チャ・ビョンジュン | 차병준     | キム・ウィソン | 68   | チャ・ヒョンソクの父、大学教授（経営学科） |
| イ・スギョン       | 이수경     | リュ・アベル   | 32   | スジンの妹                                 |

### その他の人々
| 役名           | 役名（韓） | 俳優         | 年齢 | 設定                               |
| -------------- | ---------- | ------------ | ---- | ---------------------------------- |
| マルコ・ハン   | 이시원     | イ・ジェウク | 22   | プログラマー、ハッカー             |
| コ・ユラ       | 차병준     | ハン・ボルム | 33   | 俳優、ジヌの２番目の妻で離婚訴訟中 |
| ノ・ヨンジュン | 이수경     | パク・ジヌ   | 45   | コ・ユラのマネージャー             |

## 制作スケジュール
- 2018/05/25　キャスト出国（韓国⇒スペイン）（参照：パク・シネ公式Instagram）
- 2018/05/28　スペインでの撮影開始[2]
- 2018/09/27　台本読み合わせ会公開[3]
- 2018/11/28　制作発表会＠ソウル江南区論硯洞インペリアルパレスホテル[4]
- 2018/12/19　最終話の脚本完成[5]
- 2018/12/29　クランクアップ[6]

## 撮影地
海外の撮影は、2018年5月下旬から6月にかけて、スペインのグラナダ、バルセロナ、ジローナなどのいくつかの都市で行われた。　また、8月には、ハンガリーのブダペスト他、スロベニアのリュブリャナで行われた。
| 国         | 地域                         | 場所                                              |
| ---------- | ---------------------------- | ------------------------------------------------- |
| スペイン   | カタルーニャ州バルセロナ県   | フランサ駅 Gavà駅                                 |
| スペイン   | カタルーニャ州ジローナ県     | ノウ・デル・テアトレ通り Ponte de Pedra（石の橋） |
| スペイン   | アンダルシア州グラナダ県     | サン・ニコラス展望台 サン・ミゲル礼拝堂           |
| スロベニア | リュブリャナ                 | ヘラクレスの泉                                    |
| ハンガリー | ブダペスト                   | ブダペスト東駅                                    |
| ハンガリー | ノーグラード県               | キシュテレニェ駅                                  |
| ハンガリー | ヤース・ナジクン・ソルノク県 | メゼートゥール駅                                  |
| 韓国       | ソウル                       |                                                   |

## 視聴率
- 最低視聴率と 最高視聴率は 調査会社や地域によって異なります。
- 第14話の全国視聴率10.025%は韓国ケーブルテレビ史上、16位を記録する快挙であった。（2020/3時点）

| 2018年      | 2018年      | 2018年         | 2018年         | 2018年         |
| 回数        | 放送日      | AGB 全国       | AGB 全国       | TNmS 視聴率    |
| 回数        | 放送日      | 大韓民国(全国) | ソウル(首都圏) | 大韓民国(全国) |
| ----------- | ----------- | -------------- | -------------- | -------------- |
| 第1話       | 12月 1日    | 7.507%         | 9.188%         | 7.2%           |
| 第2話       | 12月 2日    | 7.363%         | 9.179%         | 7.8%           |
| 第3話       | 12月 8日    | 6.950%         | 8.788%         | %              |
| 第4話       | 12月 9日    | 8.154%         | 11.180%        | 8.1%           |
| 第5話       | 12月 15日   | 6.829%         | 8.351%         | %              |
| 第6話       | 12月 16日   | 7.863%         | 10.206%        | 8.2%           |
| 第7話       | 12月 22日   | 7.442%         | 9.921%         | %              |
| 第8話       | 12月 23日   | 8.504%         | 11.200%        | 8.0%           |
| 第9話       | 12月 29日   | 7.563%         | 9.797%         | %              |
| 第10話      | 12月 30日   | 9.207%         | 11.776%        | %              |
| 2019年      |             |                |                |                |
| 第11話      | 1月 5日     | 9.431%         | 12.440%        | %              |
| 第12話      | 1月 6日     | 9.851%         | 13.592%        | 9.5%           |
| 第13話      | 1月 12日    | 9.316%         | 11.841%        | %              |
| 第14話      | 1月 13日    | 10.025%        | 12.996%        | 10.0%          |
| 第15話      | 1月 19日    | 9.004%         | 11.450%        | 9.2%           |
| 第16話      | 1月 20日    | 9.933%         | 12.383%        | 11.0%          |
| 평균 시청률 | 평균 시청률 | 8.434%         | 10.893%        | -              |

## OST
| アルハンブラ宮殿の思い出(알함브라 궁전의 추억 ) OST |                      |                 |
| 音源配信日                                          | 原題                 | 歌手名          |
| Part 1 (2018年12月8日)                              | 별 (Little Prince)   | 로꼬, 유성은    |
| Part 2 (2018年12月5日)                              | 백일몽 (Daydream)    | 일레인          |
| Part 3 (2018年12月22日)                             | Is You               | 에일리（Ailee） |
| Part 4 (2018年12月30日)                             | 알함브라 궁전의 추억 | 죠지            |
| Part 5 (2019年1月6日)                               | I'm Here             | 양다일          |
| Part 6 (2019年1月13日)                              | 우린 어쩌면          | 에디킴          |

## エピソード
- 第1話に主人公ユ・ジヌ（演：ヒョンビン）が韓国食品会社農心の辛ラーメンを自ら調理するシーンがある。
- ヒョンビンは本作品への出演を選択した理由について「いつも全ての作品を選択する際、少しでも異なる点を探し、チャレンジしようとする」「今回も作品の場合、AR（拡張現実）というテーマが国内で初めて活用されるという点に惹かれ、どのように実装するのか興味があった。俳優として、新しいストーリーを伝達できることは大きな魅力だと思う」と語った。（2019/11/27 制作発表会にて[8]）
- スペインアンダルシア州グラナダ県県長Francisco Cuencaはロケ撮影について、「観光誘致に繋がる。また撮影期間中における撮影隊140名の延べ1,200泊分の宿泊およびグラナダ県民40名分の雇用発生という直接的な経済効果がある」と述べた。（2018/5/29 Costa Local Gazette News）[2]

## プロダクト・プレイスメント（PPL）
| 話数   | 企業                 | ジャンル                         | 商品名           |
| ------ | -------------------- | -------------------------------- | ---------------- |
| 第1話  | 農心                 | 食品会社                         | 辛ラーメン       |
| 第6話  | アモーレパシフィック | 化粧品                           | Mamonde          |
| 第7話  | SUBWAY               | ファストフード                   | （店内）         |
| 第9話  | 韓国コカ・コーラ     | 食品会社（飲料）                 | トレタ《토레타》 |
| 第12話 | スワロフスキー       | クリスタル（ピアス）             | Lifelong Bow     |
| 第12話 | アモーレパシフィック | ヘアケア                         | 呂               |
| 第12話 | アモーレパシフィック | 化粧品                           | Mamonde          |
| 第12話 | 東西食品             | 食品会社（インスタントコーヒー） | MAXIM KANU       |
| 第13話 | SUBWAY               | ファストフード                   | （店内）         |
| 全編   | 韓国トヨタ自動車     | 自動車                           | レクサス         |